# Cross (AV片商)
Cross（日語：クロス）是創業於2005年的日本AV片商。主要是開發單體女優為主。公司地點位於日本東京都澀谷區惠比壽。作品主要是以凌辱作為導向。公司主要的AV監督為松嶋クロス。為北都集團的外部公司。

## 著名AV女優
- 原千尋
- 妃乃光
- 草莓牛奶

## 外部連結
- Cross 官方網站（页面存档备份，存于）